# Grigorios VII.
Grigorios VII. (světským jménem: Grigorios Zervoudakis nebo Papadostavrianos; 21. září 1850, Sifnos – 17. listopadu 1924, Konstantinopol) byl řecký pravoslavný duchovní, biskup a patriarcha konstantinopolský.

## Život
Narodil se 21. září 1850 na ostrově Sifnos.
Studoval na bohoslovecké škole Chalki a na univerzitách v Evropě. Následně byl postřižen na monacha a rukopoložen na hierodiakona a jeromonacha.
Roku 1887 byl zvolen a vysvěcen na biskupa myrského a protosynkela rhodoské archiepiskopie. Poté byl vikářem (synkelem) patriarchy Germana V.
Dne 1. února 1892 byl zvolen metropolitou serrským a 12. května 1909 byl převeden na kyzikoskou katedru.
Dne 12. února 1913 byl jmenován metropolitou chalkedonským.
Krátce po abdikaci patriarchy Meletia IV., byl dne 6. prosince 1923 zvolen jeho nástupcem.
Během jeho patriarchátu byla udělena autokefalita Polské pravoslavné církvi a 23. února 1924 byl patriarchátem přijat novojuliánský kalendář.
Zemřel 17. listopadu 1924 v Konstantinopoli.